# Karl Dehio
Karl Gottfried Konstantin Dehio (Tallinn, 27 maggio 1851 – Tartu, 26 febbraio 1927) è stato un patologo tedesco con cittadinanza russa.

## Biografia
Nel 1877 conseguì il dottorato presso l'Università di Dorpat, e dopo la laurea continuò i suoi studi presso l'Università di Vienna. Dal 1879 al 1883 fu medico presso il Prince of Oldenburg Children's Hospital di San Pietroburgo, successivamente tornò a Dorpat nel 1884 come professore universitario della città. Nel 1886 divenne professore di patologia, e nominato rettore dell'università nel 1918.
Dal 1890-1914 Dehio fu redattore di St. Petersburger Medizinischen Wochenschrift.
Fu il presidente della Società dei Naturalisti presso l'Università di Dorpat nel 1899-1901, e per un periodo di tempo vice-presidente della società per la lotta contro la lebbra in Livonia.
Un test di atropina (noto come "test di Dehio") prese il nome da lui, che afferma: "Se un'iniezione di atropina allevia la bradicardia, la condizione è dovuta all'azione del nervo vago; in caso contrario, la condizione può essere dovuta ad un'affezione del cuore stesso".

## Opere principali
- Beiträge zur pathologischen Anatomie der Lepra, (1877)
- Experimentelle Studien über das bronchiale Athmungsgeräusch und die auscultatorischen Cavernensymptome, 1885.
- In der Dorpater Poliklinik gebräuchliche Recepte und Verordnungen, (1885)
- Die Infectionskrankheiten und ihre Heilung, (1892)
- Die Lepra einst und jetzt, (1895)
- Pocken, Rückfallsfieber, Flecktyphus und Malaria, (1899)
- Vitalismus und Mechanismus, (1926)